# Anders Hylander
Riksdagspolitikern, se Anders Hylander (politiker)
Anders Hylander (även Andreas H.), född den 23 februari 1750 i Östra Tunhems socken, Skaraborgs län, död den 1 juni 1830 i Lund, var en svensk professor i teologi.

## Biografi
Hylander studerade vid Uppsala universitet och Lunds universitet, där han år 1775 blev filosofie magister (motsvarande filosofie doktorsgraden) och år 1776 kallades till docent i österländska och grekiska språken. År 1782 befordrades han till adjunkt i samma ämnen och erhöll år 1790 professors titel. Sedan han år 1795, efter avlagda lärdomsprov, blivit teologie doktor, utnämndes han år 1798 till e.o. och år 1806 till ordinarie professor i teologiska fakulteten. Han var rektor för universitetet åren 1807 och 1814-15.
I sin ungdom var Hylander god vän till Thomas Thorild, dock utan att dela hans åsikter. Närmast slöt han sig till den herrnhutiska fromhetsriktningen. Mindre betydande som vetenskapsman, visade han stort intresse för praktisk-religiös verksamhet. Utom akademiska disputationer samt tal och predikningar utgav Hylander Förklaring öfver d:r Luthers lilla cateches (1812) samt Frågor och svar rörande salighetens grund, medel och ordning, det s.k. "Hylanders schema" (1817; många upplagor).
Hylander var inspektor vid den av Västgöta och Kalmar nationer bildade Götiska nationen vid Lunds universitet 1812-1817.